# 舞子ホテル

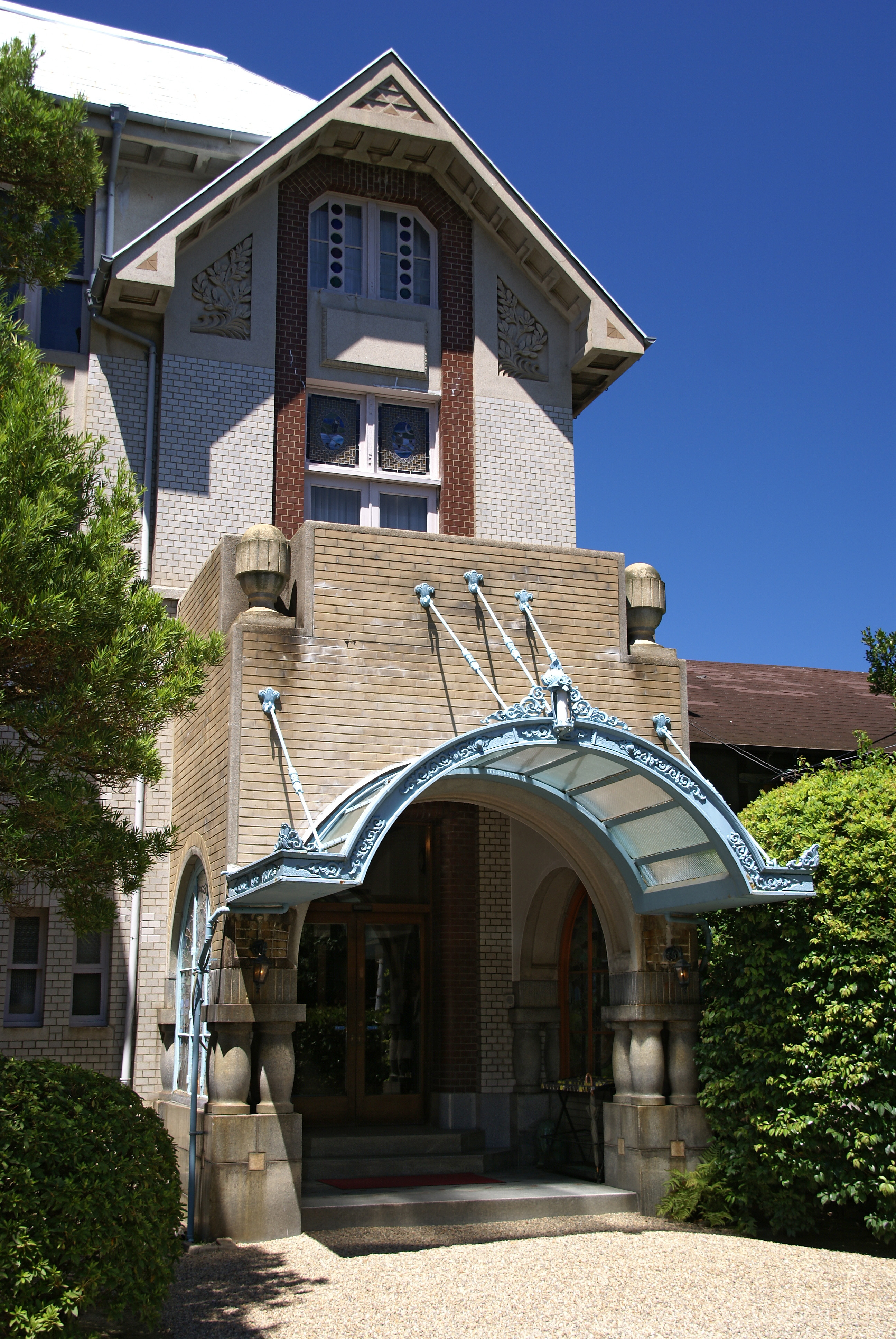
洋館の玄関

舞子ホテル（まいこホテル）は、兵庫県神戸市垂水区にあった山陽電気鉄道グループのホテル。その運営企業（株式会社舞子ホテル）。

## 概要
1919年（大正8年）に日下部汽船迎賓館兼日下部久太郎別邸として舞子海岸を見下ろす高台に洋館・茶室・大広間棟・奥座敷の施設群が建設された。そこに旅館棟と楼閣を増設して、1942年（昭和17年）に舞子ホテルとして開業。
施設群は、日本庭園を囲むようにコの字型に配置されて渡り廊下で結ばれている。
戦後、GHQに接収されてアメリカ軍将校用宿舎として使用される・阪神・淡路大震災で洋館の煙突が折れ大広間棟の屋根瓦が全損する、などの危機を乗り越え現在まで開業当時の構成を維持していた。
2019年（令和元年）12月30日より、改装のため休業している。2022年3月7日、親会社の山陽電気鉄道から土地建物ともに売却されることが発表された。
その後、当ホテルの土地建物は、2022年3月24日に長谷工コーポレーションが取得し、建物が解体された。跡地はマンションが建設する予定である。

## 施設
- 洋館  - 1919年（大正8年）竣工、煉瓦造・化粧煉瓦貼り。

地下1階・地上3階建、兵庫住宅百選、神戸建築百選、ひょうごの近代住宅100選
- 大広間棟 - 大正期竣工、御殿風、七十畳敷の和室
- 奥座敷 - 大正期竣工
- 茶室 - 大正期竣工
- 旅館棟 - 昭和戦前期竣工、2階建
- 楼閣 - 昭和戦前期竣工、2階建

## 交通アクセス
- 交通アクセス[7]
  - 山陽電車 舞子公園駅徒歩1分
  - JR神戸線（山陽本線）舞子駅徒歩3分
  - 第二神明道路・高丸IC 車7分

## 周辺情報
- 明石海峡大橋
- 明石藩舞子台場跡
- Tio舞子
- 舞子公園
- 孫文記念館
- 旧木下家住宅
- 橋の科学館
- 旧武藤家別邸洋館